# 다마우둔

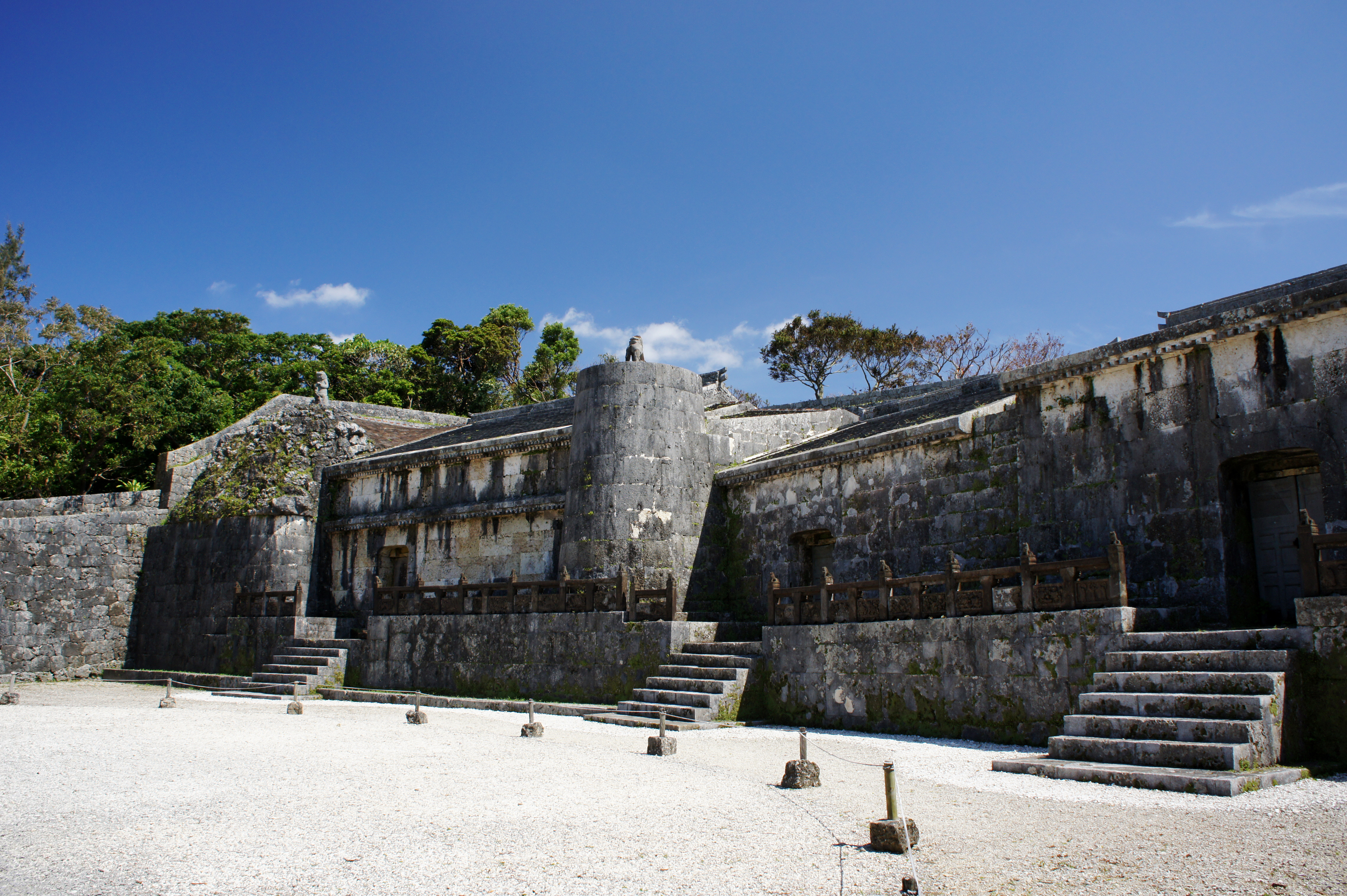
다마우둔

다마우둔(일본어: 玉陵)은 류큐왕국 제2쇼씨 왕조의 역대 국왕들이 모셔진 능묘이다. 소재지는 일본 오키나와현 나하시 슈리킨조정(首里金城町)이다. 본래는 제3대 쇼신왕이 아버지 쇼엔왕을 장사지내기 위해 건축한 것이다. 세계유산의 하나로 오키나와현 최대의 파풍묘(破風墓)이다.
다마우둔은 중실(中室), 동실(東室), 서실(西室)의 세 건축물로 나뉜다. 중실은 장례를 마친 뒤 류큐의 장례 의식에 따라 시신을 뼈가 될 때까지 방치하는 장소이다. 수년 뒤에 뼈를 꺼내어 세골(洗骨)하고, 그것을 납골단지에 담는다. 왕과 왕비의 뼈는 동실에, 다른 왕족들의 뼈는 서실에 모신다.